# Film de lungmetraj

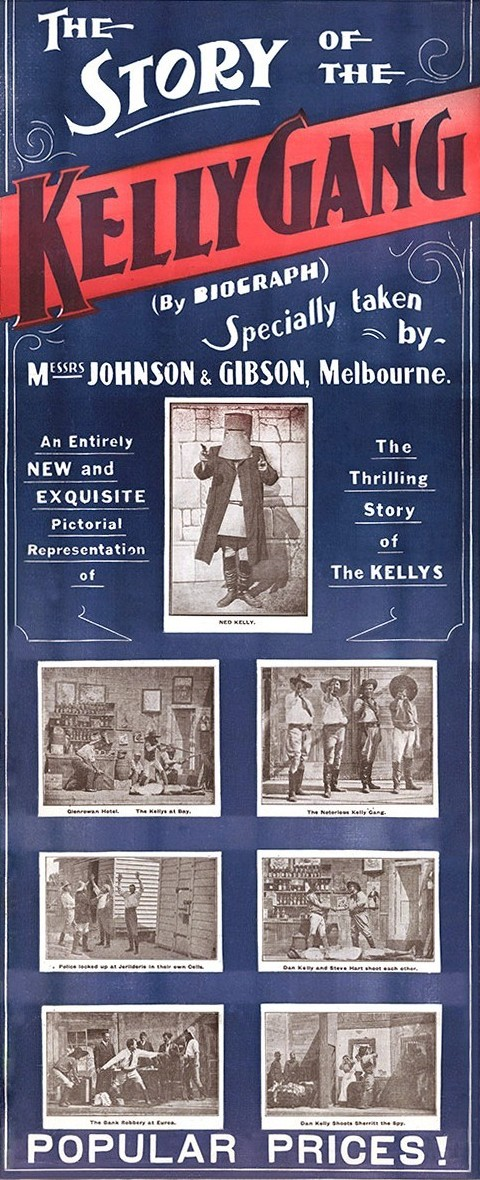

Așa după cum se cunoaște, în accepțiunea actuală, un film este socotit de lungmetraj dacă are o durată de minimum 70 minute, respectiv 1915,20 metri lungime, ținând seama că o secundă de proiecție echivalează cu 0,456 m, deci unui minut îi corespund 27,36 metri. Unele surse prezintă lungimea doar în acte, iar un act are între 250 și 300 metri, în funcție de cel care a făcut măsurătoarea. Adesea capetele filmelor nu se măsoară sau se pierd. În destinul unui film intervin multe evenimente, care duc, în principal, la modificarea metrajului său .
În 2007,  UNESCO a înscris în Registrul Memoria Lumii filmul australian din 1906, The Story of the Kelly Gang, ca fiind primul film artistic de lung metraj din istorie. Acest film are 60 de minute.